# Ernesto Filippi Cavani
Ernesto Filippi Cavani (Lucca, 26 d'octubre de 1950) és un ex àrbitre internacional de futbol uruguaià d'origen italià. És més conegut per haver supervisat alguns partits de la Copa del Món de Futbol de 1994 als Estats Units.
Es va retirar el 1995 per límit d'edat.